# Anacroneuria brunneilata
Anacroneuria brunneilata är en bäcksländeart som beskrevs av Jewett 1959. Anacroneuria brunneilata ingår i släktet Anacroneuria och familjen jättebäcksländor. Inga underarter finns listade i Catalogue of Life.